# دوبليكس تشامبا
دوبليكس تشامبا (مواليد 10 يوليو 1998) هو لاعب كرة قدم كاميروني يلعب في مركز قلب الدفاع في نادي سوندرييسكه.

## روابط خارجية
- دوبليكس تشامبا على موقع رابطة كرة القدم الفرنسية للمحترفين (الإنجليزية)
- دوبليكس تشامبا على موقع قاعدة بيانات كرة القدم.إي يو (الإنجليزية)
- دوبليكس تشامبا على موقع Soccerway.com (الإنجليزية)
- دوبليكس تشامبا على موقع عالم كرة القدم.نت (الإنجليزية)